# カーマイン

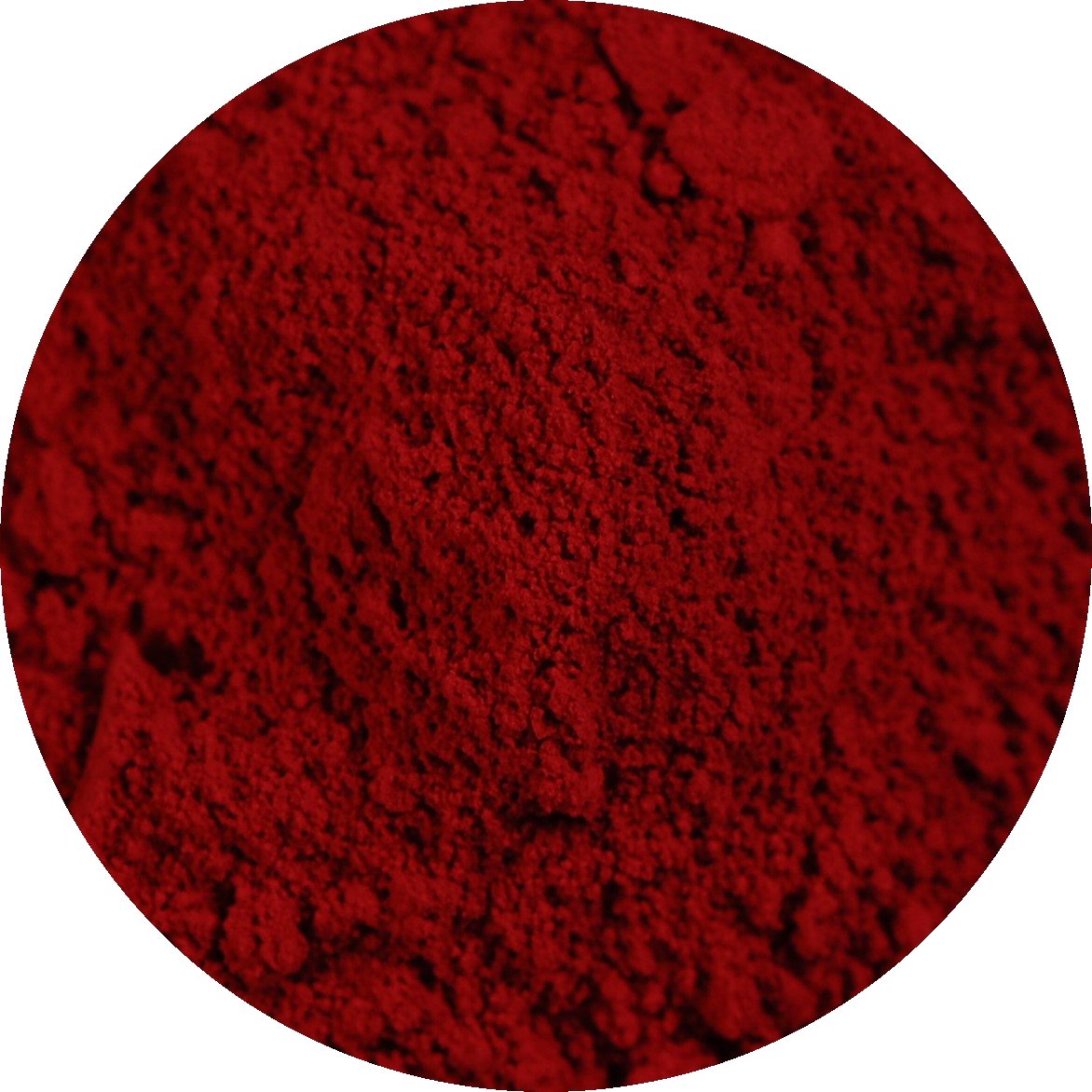
顔料

カーマイン (英語: carmine) は、赤系統の色である。カーミン (ドイツ語: Karmin）の表記も知られ、洋紅色（ようこうしょく）と訳すこともある。わずかに紫味の赤色。
ラテン語のカルミヌス (carminus) に由来する。カルミヌスはさらにはアラビア語のキルミツ (qirmiz) に由来する。クリムゾンも元は同じ語源である。
本来は、コチニール（カルミン酸）色素を不溶化（レーキ化）させた顔料の色である。しかし、アントラキノンレッドなどより明るく鮮やかな赤色の合成色素が開発されると、そうした色がカーマインとされることも多くなった。